# Примитивно избыточные числа
В математике примитивно избыточное число — это избыточное число, все собственные делители которого являются недостаточными числами.
Например, 20 — примитивно избыточное число, потому что:
1. Сумма его собственных делителей равна 1 + 2 + 4 + 5 + 10 = 22, поэтому 20 — избыточное число.
2. Суммы собственных делителей 1, 2, 4, 5 и 10 равны 0, 1, 3, 1 и 8 соответственно, поэтому каждое из этих чисел является недостаточным числом.

Первые несколько примитивно избыточных чисел:
20, 70, 88, 104, 272, 304, 368, 464, 550, 572 ... (последовательность A071395 в OEIS)
Наименьшим нечётным примитивно избыточным числом является 945.
Согласно другому варианту определения, примитивно избыточное число — это избыточное число, не имеющее избыточного собственного делителя, то есть избыточное число
[что?]. Таким образом, он также позволяет использовать точные числа между делителями (последовательность A091191 в OEIS). Вот как это начинается:
12, 18, 20, 30, 42, 56, 66, 70, 78, 88, 102, 104, 114

## Свойства
Каждое кратное примитивно избыточному числу является избыточным числом.
Каждое избыточное число является кратным примитивно избыточному или совершенному числу.
Каждое примитивное избыточное число является либо примитивным полусовершенным числом, либо странным числом.
Существует бесконечное количество примитивно избыточных чисел.
Количество примитивно избыточных чисел, меньших или равных {\displaystyle n}, равно {\displaystyle \textstyle o\left({\frac {n}{\log ^{2}(n)}}\right)\,}.